# Total War: Shogun 2
Shogun 2: Total War, vaak afgekort tot S2TW, is het zevende spel van de Total War-reeks, en werd uitgebracht op 15 maart 2011. Het is indirect een remake van de allereerste Total War-game (Shogun: Total War), die precies 10 jaar eerder uitkwam. De reeks keert hiermee terug naar (Laatmiddeleeuws) Japan, na enkele episodes in Europa.

## Setting
De game speelt zich af tijdens de Sengoku Jidai (Periode van de Strijdende Staten), beginnende in 1545. Het Ashikaga-shogunaat regeert al enkele eeuwen over Japan, maar is de laatste tijd veel van zijn macht verloren. Andere clans zien nu de kans om zelf controle over Japan te verwerven. De speler neemt de leiding van een clan, met als doel de andere clans te onderwerpen en de dominantie over Japan te verkrijgen. In de standaardversie zijn er negen clans bespeelbaar, elk met een unieke startpositie en eigen voordelen/eigenschappen. Een ninja clan (de Hattori) maakte deel uit van de limited edition, maar is nu net als de Ikko-Ikki clan beschikbaar als DLC.

## Gameplay
De combinatie van een Turn-Based campaign met Real-Time battles (het paradepaardje van de Total War-reeks) wordt ook nu gebruikt. De speler neemt de rol in van clanleider tijdens de campaign, waar hij zijn legers en gebieden overziet, en van generaal tijdens de real-time veldslagen, waar hij zijn leger persoonlijk bestuurt.
In de campaign overziet de speler de ontwikkeling van zijn nederzettingen, militaire productie, economische groei en technologische vooruitgang. Naast oorlogvoering kunnen spelers ook gebruikmaken van diplomatie en speciale 'agents' om hun invloed uit te breiden. Religie is minder belangrijk, maar mag toch niet worden verwaarloosd. Er zijn drie religies vertegenwoordigd in het spel: het shinto-boeddhisme (meestvoorkomende religie, wordt verspreid door de monnik), het Ikko-geloof (alleen bij de Ikko-Ikki clan) en het christendom (dat wordt geïntroduceerd door de Europeanen en verspreid door de missionaris). Een clan kan zich vanuit haar eigen geloof bekeren naar het christendom, wanneer er een nieuwe leider aantreedt kan dit naar wens weer teruggedraaid worden. Religieuze 'agents' kunnen ook elkaar proberen te bekeren, als dit lukt verdwijnt de bekeerde agent uit het spel.
Er zijn in totaal 11 bespeelbare clans, elk met hun eigen voordelen:
- De Chosokabe-clan controleert Tosa en kan de beste boogschutters rekruteren. Daarnaast hebben ze meer inkomsten uit landbouw
- De Shimazu-clan controleert Satsuma en heeft superieure katana-samurai. Daarnaast zijn hun generaals extra loyaal
- De Mori-clan controleert Aki en zijn meesters van de zee: zij hebben de sterkste schepen die bovendien goedkoper te bouwen zijn
- De Oda-clan controleert Owari en kunnen de ashigaru (getrainde boeren) het beste aanvoeren
- De Tokugawa-clan controleert Mikawa, en zijn meesters van de diplomatie. Daarnaast rekruteren ze de beste ninjastrijders en metsuke's
- De Takeda-clan controleert Kai, en kunnen de beste cavalerie van Japan rekruteren
- De Hojo-clan controleert Izu en Sagami, en zijn de beste bouwers: hun kastelen zijn goedkoper, en ze hebben de beste belegeringswapens.
- De Uesegi-clan controleert Echigo, en zijn gespecialiseerd in het boeddhisme: hun strijder-monniken zijn de sterkste
- De Date-clan controleert Iwate, en hebben de beste No Dachi-samurai. Daarnaast krijgen de meeste eenheden een charge-bonus
- De Hattori-clan controleert Iga en kan de beste ninja's en ninjastrijders gebruiken
- De Ikko-Ikki zijn een familie van religieuze dissidenten, en controleren Echizen en Kaga. Zij kunnen enkele unieke troepen rekruteren.

Generaals hebben een bepaalde rating voor loyaliteit. Wanneer die te laag wordt, bestaat de kans dat hij bij de volgende veldslag naar de vijand overloopt. Om dit tegen te gaan is het belangrijk hen een actieve rol toe te kennen tijdens het spel. Clanleiders (oftewel daimyo's) hebben geen loyaliteit, maar eer. Een hogere rating voor eer zorgt voor meer respect voor de clan van andere clans, meer loyale generaals, en een gelukkigere bevolking. Eer wordt verloren door verdragen te schenden of door grote nederlagen te lijden. De Daimyo en zijn volwassen mannelijke familieleden (broers en zonen) doen ook dienst als generaal in veldslagen. Vrouwen in de stamboom kunnen uitgehuwelijkt worden (of gebruikt om vers bloed aan te trekken), terwijl minderjarige kinderen kunnen worden gebruikt als gijzelaar bij diplomatieke overeenkomsten.
Er zijn 3 type agents: de ninja/geisha, de metsuke en de monnik/priester. Ninja's en geisha's kunnen vijandige personages ombrengen en sabotageacties op gebouwen en legers plegen. De metsuke werkt als geheime politie en verhoogt de repressie en belastinginkomsten in je provincies. Daarnaast kan hij vijandige troepen omkopen. De monnik verspreidt zijn religie om de bevolking tevreden te houden, en kan ook legers inspireren, wat hun moraal verhoogt. De priester is de christelijke tegenhanger voor wanneer de clan zich bekeert.
Elk personage (agent en generaal) krijgt skillpoints naarmate deze ervaring opdoet, die de speler kan toewijzen zoals hij wil, en daarmee unieke personages maken. Zo kunnen ze generaals ontwikkelen tot geleerde aanvoerders die de technologische ontwikkeling stuwen, of juist tot echte vechtmachines op het slagveld.
Op het slagveld is er veel werk gebeurd om deze aan te passen aan de nieuwe setting. In tegenstelling tot Europese kastelen bestonden hun Japanse tegenhangers uit verschillende niveaus, waardoor er meer focus ligt op tactisch manoeuvreren en het veroveren van bepaalde punten dan gewoon muurverdediging. Op zee ligt er meer focus op de melee-gevechten, waarbij de Japanse schepen als het ware drijvende kastelen voorstellen. Ze worden ook door roeiers voortgestuwd, en niet door de wind zoals de Europese schepen van Empire en Napoleon: Total War. Het weer kan grote impact hebben op de veldslagen: mist reduceert de zichtbaarheid, en regen is zeer nefast voor buskruittroepen.

## Downloadbare content

### Ikko-Ikki-clanpack
Met deze downloadbare content bestaat de mogelijkheid om de Ikko-Ikki-clan te besturen. Ze verschillen substantieel van de andere facties wat betreft eenheden, godsdienst en kunsten.

### Sengoku Jidai
Met deze downloadbare content heeft de speler de mogelijkheid met een aantal nieuwe eenheden te spelen. Deze kunnen ook gebruikt worden in de multiplayer, waardoor de speler in het voordeel is ten opzichte van spelers zonder deze content.

### Rise of the Samurai
Deze downloadable content brengt de speler 400 jaar terug in de tijd, ten tijde van de Genpei-oorlog, waar drie adellijke families (verdeeld in 6 speelbare clans) om de controle over Japan vechten. Zoals de naam al aangeeft focust deze uitbreiding op de opkomst van de samurai als strijderskaste. Verder is het spel grafisch verbeterd en zijn er nieuwe eenheden en facties aan toegevoegd. Multiplayer campaigns zijn ook mogelijk met deze uitbreiding.

### Fall of the Samurai
Deze stand-alone expansion werd uitgebracht op 23 maart 2012, en vindt plaats tegen de achtergrond van de Boshin-oorlog en de Meji restauratie. Het is een burgeroorlog tussen aanhangers van de keizer en de shogun, als gevolg van Westerse invloeden op het land. Fall of the Samurai is de meest moderne Total War (zich afspelend in de tweede helft van de 19de eeuw), en daardoor zijn er enkele features en troepen die volledig nieuw zijn, zoals spoorwegen, de Gatling Gun en stoomschepen
Features:
- Het openbreken van Japan door Westerse mogendheden leidt tot meer nationalisme en een aversie van het zittende shogunaat. Het is een periode van modernisering, maar ook van sociale onrust.
- 6 speelbare clans: Jozai, Aizu , Nagoaka (als voorvechters van het shogunaat), Tosa, Choshu en Satsuma (als verdedigers van de keizer). Daarnaast werden 4 pre-order clans (Obama, Saga, Sendai en Tsu) later beschikbaar als DLC. Elke clan heeft unieke kenmerken.
- De Westerse mogendheden spelen een belangrijke rol in diplomatie, handel en technische vooruitgang
- Uitbreiding van de campaign map met enkele eilanden in het zuiden, en het eiland Hokkaido in het noorden.
- Nieuwe soundtrack
- Mogelijkheid om spoorwegen aan te leggen en zo troepen snel te verplaatsen.
- 39 nieuwe units
- Moderne artillerie zoals de Armstrong Gun, bestuurbaar in first person view.
- Mogelijkheid om buitenlandse elite troepen in te zetten, zoals Franse infanterie de marine
- 10 nieuwe schepen, met de mogelijkheid om krachtige oorlogsbodems uit het Westen te kopen.
- 4 nieuwe agents, waaronder de buitenlandse veteraan, die troepen kan trainen, waardoor ze zelfs ervaring opdoen buiten gevecht.
- Mogelijkheid om artilleriehulp in te roepen van schepen tijdens gevechten aan de kust.
- Vele nieuwe gebouwen, en nieuwe technologieën om te onderzoeken.

## Historical battles
Net zoals in de meeste Total War-games bevat Shogun 2: Total War ook enkele historical battles. Hiermee heeft de speler de kans om een gevecht na te spelen uit de tijdsperiode van het spel. Er zijn 6 bespeelbare historical battles, waarvan vijf bespeelbaar zonder de Limited Edition Box. Op één gevecht na zijn het allemaal landgevechten.

### De slag bijOkehazama(1560)
De Oda tegen de Imagawa.

### De slag bijKawanakajima(1561)
De Takeda tegen de Uesugi.

### De slag bij Nagashima (1574)
De Ikko-Ikki tegen de Oda.

### De slag bijNagashino(1575)
De Takeda tegen de Oda en Tokugawa.

### De zeeslag bij Kizugawaguchi (1578)
De Mori tegen de Oda.

### De slag bijSekigahara(1600)
De Tokugawa tegen de Ishida. Dit gevecht betekende het einde van de burgeroorlog en het begin van het Tokugawa-Shogunaat.

## Multiplayer
Zoals in de oudere total war spellen ook al mogelijk was, kan de speler via het internet of LAN-connectie samen/tegen een vriend(in) spelen. Toch zijn er enkele vernieuwingen meegekomen met Shogun 2: Total War.

### Avatar conquest
Een grote vernieuwing in vergelijking met eerdere games is dat spelers nu hun eigen avatar maken, die dienstdoet als generaal. Net zoals in de singleplayer heeft de generaal een skill tree, die spelers naar eigen keuze kunnen vullen naarmate hun generaal ervaring opdoet. Ook kunnen ze retainers kiezen die een bonus oplevert tijdens de online-gevechten. De Avatar wordt op een kaart van Japan (de Avatar Conquest Map)gezet, die de spelers provincie per provincie moeten veroveren door hun online-gevechten te winnen. Wanneer spelers provincies veroveren krijgen ze toegang tot nieuwe (maar wel duurdere) eenheden, retainers of gewoon een nieuwe uitrusting voor hun generaal.
Eenheden die het sterk doen tijdens gevechten kunnen tot veteraan gepromoveerd worden. Veteranen kunnen verder ontwikkeld worden door ervaring op te doen, en kunnen zo sterker worden. Wanneer veteranen sterker worden, kosten ze ook meer. Hierdoor is het mogelijk dat een veteranenleger toch van niet-veteranen verliest, omdat ze in de minderheid zijn.
Spelers kunnen zich aansluiten bij clans. Clans vechten om de heerschappij over de Avatar Conquest Map. Door matchmade (door de computer uitgezochte tegenstanders) battles te winnen, verdienen spelers punten voor hun clan. De clan met de meeste punten in een provincie is eigenaar van die provincie. Op het einde van het seizoen (meestal een week), promoveren de clans die de meeste provincies hebben naar een hoger niveau. Door voor hun clan te vechten verdienen spelers ook Clan Tokens, die ze kunnen gebruiken om hun veteranen nog sterker te maken.

### Multiplayer Campaign
Hiermee heeft de speler de mogelijkheid om samen met- of tegen zijn vrienden te spelen.

#### Co-operation Campaign
Hier is het de bedoeling dat de speler samen met zijn/haar vriend(in) 35 provincies en Kyoto in de Short Campaign, of 60 provincies en Kyoto in de Long Campaign. Het is niet de bedoeling dat deze elkaar tegenwerken.

#### Head to Head
Hier is het de bedoeling dat de speler de start provincie van zijn/haar vriend(in) verovert, of mede verantwoordelijk is voor de totale ondergang van zijn/haar clan. Eenmaal dit bereikt is, is het spel gedaan.

## Trivia
- De laadschermpjes geven citaten weer van Japanse filosofen en generaals.
- De generaals houden weer een toespraak aan het begin van elk gevecht.